# River Oaks
River Oaks és una població dels Estats Units a l'estat de Texas. Segons el cens del 2000 tenia 6.985 habitants.

## Demografia
Segons el cens del 2000, River Oaks tenia 6.985 habitants, 2.713 habitatges, i 1.888 famílies. La densitat de població era de 1.355,2 habitants/km².
Dels 2.713 habitatges en un 33,2% hi vivien nens de menys de 18 anys, en un 51,3% hi vivien parelles casades, en un 13,3% dones solteres, i en un 30,4% no eren unitats familiars. En el 26,6% dels habitatges hi vivien persones soles el 13,3% de les quals corresponia a persones de 65 anys o més que vivien soles. El nombre mitjà de persones vivint en cada habitatge era de 2,57 i el nombre mitjà de persones que vivien en cada família era de 3,11.
Per edats la població es repartia de la següent manera: un 27% tenia menys de 18 anys, un 8,7% entre 18 i 24, un 29,4% entre 25 i 44, un 19,5% de 45 a 60 i un 15,4% 65 anys o més.
L'edat mitjana era de 36 anys. Per cada 100 dones de 18 o més anys hi havia 88,9 homes.
La renda mitjana per habitatge era de 31.229$ i la renda mitjana per família de 36.396$. Els homes tenien una renda mitjana de 31.086$ mentre que les dones 21.305$. La renda per capita de la població era de 16.610$. Aproximadament el 9,8% de les famílies i l'11,7% de la població estaven per davall del llindar de pobresa.

## Poblacions més properes
El següent diagrama mostra les poblacions més properes.